# Malletia benthima
Malletia benthima is een tweekleppigensoort uit de familie van de Malletiidae. De wetenschappelijke naam van de soort is voor het eerst geldig gepubliceerd in 1908 door Dall.